# 使いみちのない風景
『使いみちのない風景』（つかいみちのないふうけい）は、村上春樹（文）と稲越功一（写真）のフォト・エッセイ集。
1994年12月、朝日出版社より刊行された。稲越功一と村上春樹の合作は『波の絵、波の話』（1984年3月刊行）に続いて2作目。稲越の写真が中心に構成されていた『波の絵、波の話』に対し、本書は写真と文章が半分ずつぐらいで構成されている。タイトルはアントニオ・カルロス・ジョビンの「Useless Landscape」からとられた。
1998年8月、中央公論社より中公文庫として文庫化された。文庫版には、2本のエッセイが新たに収録された。